# 蒙達烏潟湖

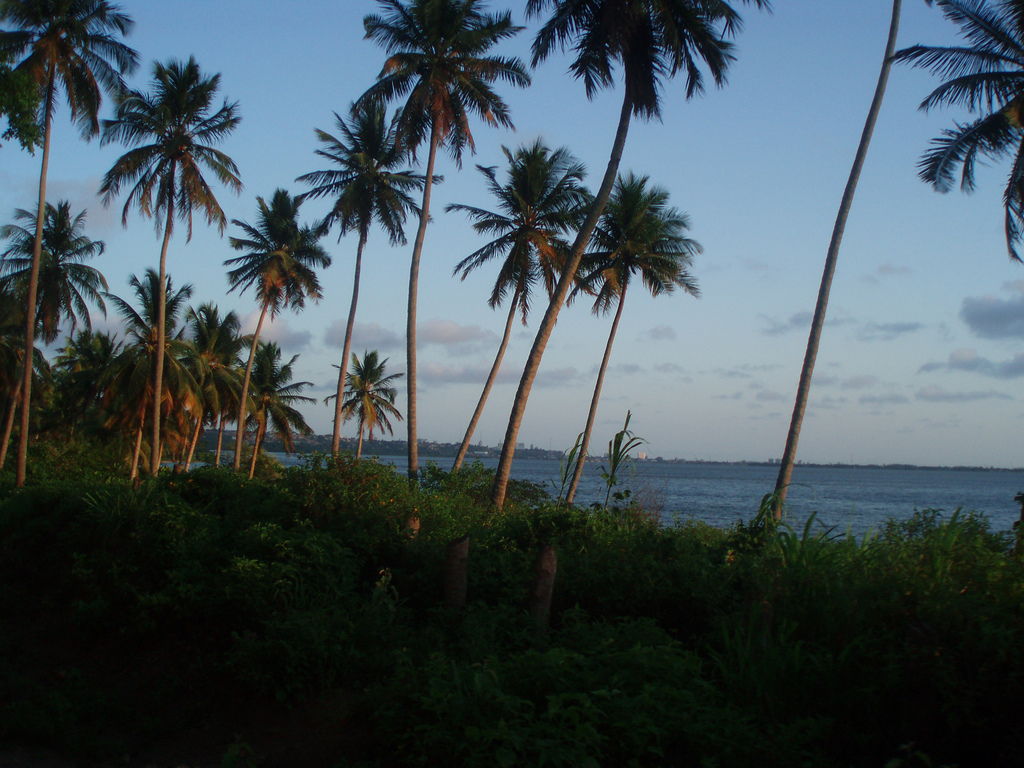

蒙達烏潟湖是巴西的潟湖，位於首府馬塞約以西，由阿拉戈斯州負責管轄，面積23平方公里，平均水深2米，最大水深4米，該湖有紅樹林。
9°37′59″S 35°46′59″W / 9.633°S 35.783°W